# Łeszki
Łeszki lub Leški (maced. Лешки) – wieś w północno-wschodniej Macedonii Północnej, w gminie Koczani.